# Mark Hunt
Mark Richard Hunt (Auckland, 23 de marzo de 1974) es un artista marcial mixto y kickboxer neozelandés. Hunt compitió en la categoría de peso pesado de Ultimate Fighting Championship. Fue el primero en vencer a Wanderlei Silva después de sus 4 años invicto en racha de victorias en PRIDE. Hunt también es el ganador del K-1 World Grand Prix 2001.

## Primeros años
Hunt nació en Auckland, en una pequeña familia Samoana. Él y su familia se mudaron a un barrio problemático en South Auckland, Nueva Zelanda. Él era un chico problemático y no tenía intenciones de ser luchador profesional, hasta que un altercado en la noche fuera de un club nocturno en Auckland cambió el curso de su vida. La pelea no duró mucho. Sam Marsters, uno de los porteros en la puerta quedó impresionado por el poder de nocaut del joven y lo invitó a su gimnasio acceso a la formación formal.
 Con los años, Hunt se trasladó a Sídney, Australia, para entrenar con Alex Tui. Unos años más tarde se instaló en Liverpool Kickboxing Gym bajo el instructor maorí Hape Ngaranoa.

## Carrera como artista marcial mixto

### Ultimate Fighting Championship
Hunt se enfrentó a Sean McCorkle el 25 de septiembre de 2010 en UFC 119. Perdió la pelea por sumisión en la primera ronda.
El 27 de febrero de 2011, Hunt se enfrentó a Chris Tuchscherer en UFC 127. Derrotó a Tuchscherer por nocaut en la segunda ronda, ganando así el premio al KO de la Noche.
Hunt se enfrentó a Ben Rothwell el 24 de septiembre de 2011 en UFC 135. Derrotó a Rothwell por decisión unánime.
Hunt se enfrentó a Cheick Kongo el 26 de febrero de 2012 en UFC 144. Derrotó a Kongo por nocaut técnico en la primera ronda.
Hunt se enfrentó a Stefan Struve el 3 de marzo de 2013 en UFC on Fuel TV 8. Derrotó a Struve por nocaut técnico en la tercera ronda, ganando así el premio al KO de la Noche.
El 25 de mayo de 2013, Hunt se enfrentó a Junior dos Santos en UFC 160. Perdió la pelea por nocaut en la tercera ronda. Tras el evento, ambos peleadores ganaron el premio a la Pelea de la Noche. Posteriormente, algunos de los principales medios de comunicación de MMA consideraron que se trata de la mejor pelea en la historia de la UFC en la división de peso pesado.
Hunt se enfrentó a Antônio Silva el 7 de diciembre de 2013 en UFC Fight Night 33. La pelea acabó con un empate mayoritario. Al igual que en su anterior pelea con dos Santos, la pelea de Hunt con Silva es considerada una de los mejores en la historia de los pesos pesados en la UFC. Además de ganar sus 50,000 dólares por la Pelea de la Noche, Hunt ganó el bono extra de $50.000 destinado originalmente para Silva por dar esté positivo a altos niveles de testosterona después de la pelea, dando a Hunt un total de 100.000 dólares por la Pelea de la Noche. Para Hunt, la pelea todavía se conoce como un "empate" en su registro oficial, mientras que en el caso de Silva fue cambiado a Sin resultado.
El 20 de septiembre de 2014, Hunt se enfrentó a Roy Nelson en UFC Fight Night 52. Ganó la pelea por nocaut en la segunda ronda, siendo el primer peleador que logra noquear a Nelson dentro del UFC.
El 15 de noviembre de 2014, Hunt se enfrentó a Fabrício Werdum por el Campeonato Interino de Peso Pesado de UFC en UFC 180. Perdió la pelea por nocaut técnico en la segunda ronda.
Hunt se enfrentó a Stipe Miočić el 10 de mayo de 2015 en UFC Fight Night 65. Perdió la pelea por nocaut técnico en la quinta ronda.
Hunt se enfrentó a Antônio Silva el 15 de noviembre de 2015 en UFC 193. Ganó la pelea por nocaut técnico en la primera ronda.
El 20 de marzo de 2016, Hunt se enfrentó a Frank Mir en UFC Fight Night 85. Ganó la pelea por nocaut en la primera ronda, ganando así el premio a la Actuación de la Noche.
El 9 de julio de 2016, Hunt se enfrentó al excampeón de pesos pesados de la UFC y super estrella de la WWE, Brock Lesnar en UFC 200. Perdió por decisión unánime, más tarde USADA informó de un test positivo de sustancias ilegales por parte de Brock Lesnar.
Hunt se enfrentó a Alistair Overeem el 4 de marzo en UFC 209. Perdió la pelea por KO en la tercera ronda.
Hunt se enfrentó a Derrick Lewis el 11 de junio de 2017 en UFC Fight Night 110. Ganó la pelea por TKO en la cuarta ronda.
Se esperaba que Hunt enfrente a Marcin Tybura el 19 de noviembre de 2017 en el evento UFC Fight Night: Hunt vs. Tybura. Sin embargo, el 10 de octubre, el UFC sacó a Hunt de la tarjeta y reemplazándole por Fabrício Werdum mientras el oficial de UFC revisó el artículo de Hunt titulado "Si muero peleando, está bien" sobre su estado de salud a consecuencia de su larga carrera peleando (distorsión del habla y pérdida de memoria - signos tempranos de encefalopatía traumática crónica (CTE). Hunt estaba molesto con las noticias y respondió en su Instagram que el título fue sacado de contexto y que el médico le había aprobado para pelear dos días antes de que UFC lo sacara de la pelea.
Hunt se enfrentó a Curtis Blaydes el 11 de febrero de 2018 en UFC 221. También anunció que no buscaría la extensión del contrato después de que su contrato termine en 2 peleas después del UFC 221. Derribó a Blaydes con un derechazo en la primera ronda, pero perdió la pelea por decisión unánime después de que fuera superado por Blaydes en las siguientes dos rondas.
Se espera que Hunt se enfrente a Oleksiy Oliynyk el 15 de septiembre de 2018 en UFC Fight Night 136.

## Carrera como boxeador
Hunt se enfrentó a Paul Gallen en un combate de peso pesado a seis asaltos el 16 de diciembre de 2020 en el Bankwest Stadium de Sydney, Australia.  Perdió por decisión unánime. 
Hunt se enfrentó a Sonny Bill Williams el 5 de noviembre de 2022 en el Ken Rosewall Arena de Sydney, Australia.  Ganó la pelea por nocaut técnico en el cuarto asalto.

## Estilo de pelea
Hunt es conocido como un luchador y prefiere pelear de pie .  Tiene un poderoso gancho de izquierda y un recto de derecha.  La mayoría de las victorias de Hunt en la carrera de MMA se han producido por KO o TKO mediante golpes; él no tiene sumisión gana. Hunt también tiene una notable victoria por KO sobre Roy Nelson , a quien se le atribuye tener uno de los mentones más duraderos en los deportes de combate. 
Hunt es conocido por tener un mentón fuerte.  Esto se demostró en su pelea contra Mirko Cro Cop en el Gran Premio Mundial K-1 2002 en Nagoya , en el que llegó hasta la distancia con el croata a pesar de ser golpeado por una de las famosas patadas en la cabeza de Cro Cop en el tercera ronda. Hunt luchó contra Cro Cop por segunda vez en Pride Shockwave 2005 y ganó por decisión. 

## Campeonatos y logros
| - Ultimate Fighting Championship - KO de la Noche (Dos veces) - Pelea de la Noche (Dos veces) - Actuación de la Noche (Dos veces) - Fight Matrix - Novato del Año (2004) - Trastorno más Destacado del Año (2004) vs. Wanderlei Silva el 31 de diciembre - Trastorno más Contundente del Año (2004) vs. Wanderlei Silva el 31 de diciembre | - K-1 - K-1 World Grand Prix 2002 Final (Tercer lugar) - K-1 World Grand Prix 2001 (Campeón) - K-1 World Grand Prix 2001 en Fukuoka Repesca B (Campeón) - K-1 World Grand Prix 2001 Preliminar Melbourne (Campeón) - K-1 Oceania Grand Prix 2000 (Campeón) |

## Registro en artes marciales mixtas
| Resultado     | Récord      | Oponente          | Método                           | Evento                                  | Fecha                    | Ronda | Tiempo | Localización          | Notas                                             |
| ------------- | ----------- | ----------------- | -------------------------------- | --------------------------------------- | ------------------------ | ----- | ------ | --------------------- | ------------------------------------------------- |
| Derrota       | 13–14–1 (1) | Justin Willis     | Decisión (unánime)               | UFC Fight Night: dos Santos vs. Tuivasa | 2 de diciembre de 2018   | 3     | 5:00   | Adelaide              |                                                   |
| Derrota       | 13–13–1 (1) | Oleksiy Oliynyk   | Sumisión (rear-naked choke)      | UFC Fight Night: Hunt vs. Oliynyk       | 15 de septiembre de 2018 | 1     | 4:26   | Moscú                 |                                                   |
| Derrota       | 13–12–1 (1) | Curtis Blaydes    | Decisión (unánime)               | UFC 221                                 | 11 de febrero de 2018    | 3     | 5:00   | Perth                 |                                                   |
| Victoria      | 13–11–1 (1) | Derrick Lewis     | TKO (golpes)                     | UFC Fight Night: Lewis vs. Hunt         | 11 de junio de 2017      | 4     | 3:51   | Auckland              | Pelea de la Noche.                                |
| Derrota       | 12–11–1 (1) | Alistair Overeem  | KO (rodillazos)                  | UFC 209                                 | 4 de marzo de 2017       | 3     | 1:44   | Paradise, Nevada      |                                                   |
| Sin resultado | 12–10–1 (1) | Brock Lesnar      | Sin resultado                    | UFC 200                                 | 9 de julio de 2016       | 3     | 5:00   | Las Vegas, Nevada     | Brock Lesnar dio positivo en tests antidrogas.    |
| Victoria      | 12–10–1     | Frank Mir         | KO (golpe)                       | UFC Fight Night: Hunt vs. Mir           | 20 de marzo de 2016      | 1     | 3:01   | Brisbane              | Actuación de la Noche.                            |
| Victoria      | 11–10–1     | Antônio Silva     | TKO (golpes)                     | UFC 193                                 | 15 de noviembre de 2015  | 1     | 1:19   | Melbourne             |                                                   |
| Derrota       | 10–10–1     | Stipe Miočić      | TKO (golpes)                     | UFC Fight Night: Miocic vs. Hunt        | 10 de mayo de 2015       | 5     | 2:47   | Adelaida              |                                                   |
| Derrota       | 10–9–1      | Fabrício Werdum   | TKO (rodillazo volador y golpes) | UFC 180                                 | 15 de noviembre de 2014  | 2     | 2:27   | Ciudad de México      | Por el Campeonato Interino de Peso Pesado de UFC. |
| Victoria      | 10–8–1      | Roy Nelson        | KO (golpe)                       | UFC Fight Night: Hunt vs. Nelson        | 20 de septiembre de 2014 | 2     | 3:00   | Saitama               | Actuación de la Noche.                            |
| Empate        | 9–8–1       | Antônio Silva     | Empate (mayoritario)             | UFC Fight Night: Hunt vs. Bigfoot       | 7 de diciembre de 2013   | 5     | 5:00   | Brisbane              | Pelea de la Noche.                                |
| Derrota       | 9–8         | Júnior dos Santos | KO (patada con giro y golpe)     | UFC 160                                 | 25 de mayo de 2013       | 3     | 4:18   | Las Vegas, Nevada     | Pelea de la Noche.                                |
| Victoria      | 9–7         | Stefan Struve     | TKO (golpe)                      | UFC on Fuel TV: Silva vs. Stann         | 3 de marzo de 2013       | 3     | 1:44   | Saitama               | KO de la Noche.                                   |
| Victoria      | 8–7         | Cheick Kongo      | TKO (golpes)                     | UFC 144                                 | 26 de febrero de 2012    | 1     | 2:11   | Saitama               |                                                   |
| Victoria      | 7–7         | Ben Rothwell      | Decisión (unánime)               | UFC 135                                 | 24 de septiembre de 2011 | 3     | 5:00   | Denver, Colorado      |                                                   |
| Victoria      | 6–7         | Chris Tuchscherer | KO (golpe)                       | UFC 127                                 | 27 de febrero de 2011    | 2     | 1:41   | Sídney                | KO de la Noche.                                   |
| Derrota       | 5–7         | Sean McCorkle     | Sumisión (armbar)                | UFC 119                                 | 25 de septiembre de 2010 | 1     | 1:03   | Indianápolis, Indiana | UFC debut.                                        |
| Derrota       | 5–6         | Gegard Mousasi    | Sumisión (armbar)                | DREAM 9                                 | 26 de mayo de 2009       | 1     | 1:20   | Yokohama              | DREAM Super Hulk Grand Prix (Cuartos de final).   |
| Derrota       | 5–5         | Melvin Manhoef    | KO (golpes)                      | Dynamite!! 2008                         | 31 de diciembre de 2008  | 1     | 0:18   | Saitama               |                                                   |
| Derrota       | 5–4         | Alistair Overeem  | Sumisión (keylock)               | DREAM 5                                 | 21 de julio de 2008      | 1     | 1:11   | Osaka                 |                                                   |
| Derrota       | 5–3         | Fedor Emelianenko | Sumisión (kimura)                | PRIDE Shockwave 2006                    | 31 de diciembre de 2006  | 1     | 8:16   | Saitama               | Por el Campeonato de Peso Pesado de PRIDE.        |
| Derrota       | 5–2         | Josh Barnett      | Sumisión (kimura)                | PRIDE Critical Countdown Absolute       | 1 de julio de 2006       | 1     | 2:02   | Saitama               | PRIDE Grand Prix (Cuartos de final).              |
| Victoria      | 5–1         | Tsuyoshi Kohsaka  | TKO (golpes)                     | PRIDE Total Elimination Absolute        | 5 de mayo de 2006        | 2     | 4:15   | Osaka                 | PRIDE Grand Prix (Ronda de apertura).             |
| Victoria      | 4–1         | Yosuke Nishijima  | KO (golpe)                       | PRIDE 31                                | 26 de febrero de 2006    | 3     | 1:18   | Saitama               |                                                   |
| Victoria      | 3–1         | Mirko Filipović   | Decisión (dividida)              | PRIDE Shockwave 2005                    | 31 de diciembre de 2005  | 3     | 5:00   | Saitama               |                                                   |
| Victoria      | 2–1         | Wanderlei Silva   | Decisión (dividida)              | PRIDE Shockwave 2004                    | 31 de diciembre de 2004  | 3     | 5:00   | Saitama               |                                                   |
| Victoria      | 1–1         | Dan Bobish        | TKO (patada al cuerpo)           | PRIDE 28                                | 31 de octubre de 2004    | 1     | 6:23   | Saitama               |                                                   |
| Derrota       | 0–1         | Hidehiko Yoshida  | Sumisión (armbar)                | PRIDE Critical Countdown 2004           | 20 de junio de 2004      | 1     | 5:25   | Saitama               |                                                   |

## Registro en boxeo
| Resultado | Récord | Oponente            | Método | Asalto | Fecha      | Localización        | Notas |
| --------- | ------ | ------------------- | ------ | ------ | ---------- | ------------------- | ----- |
| Victoria  | 1–2–1  | Sonny Bill Williams | TKO    | 4 (8)  | 05-11-2022 | Ken Rosewall Arena  |       |
| Derrota   | 0–2–1  | Paul Gallen         | Puntos | 6      | 16-12-2020 | Bankwest Stadium    |       |
| Empate    | 0–1–1  | Joe Askew           | Puntos | 4      | 23-4-2000  | Nueva Gales del Sur |       |
| Derrota   | 0–1    | John Wyborn         | Puntos | 3      | 21-8-1998  | Nueva Gales del Sur |       |

## Registro en kickboxing
30 Victorias (13 KO's), 13 Derrotas

## Peleas en Pay-per-view
| N.º | Evento  | Pelea           | Fecha                   | Sede                   | Ciudad                   | Compras de PPV |
| --- | ------- | --------------- | ----------------------- | ---------------------- | ------------------------ | -------------- |
| 1.  | UFC 180 | Werdum vs. Hunt | 15 de noviembre de 2014 | Arena Ciudad de México | Ciudad de México, México | 190,000        |